# Arthur C. Mellette
Arthur Calvin Mellette, född 25 juni 1842 i Henry County, Indiana, död 25 maj 1896 i Pittsburg, Kansas, var en amerikansk republikansk politiker. Han var Dakotaterritoriets sista guvernör från 11 mars till 1 oktober 1889 och den första guvernören i delstaten South Dakota 1889-1893.
Mellette studerade vid University of Indiana och deltog i amerikanska inbördeskriget. Han var ledamot av Indiana House of Representatives, underhuset i delstatens lagstiftande församling, 1871-1875. Mellette flyttade 1878 till Dakotaterritoriet och gick tidigt med i rörelsen att dela territoriet i två delar.
Mellette hade varit en anhängare av Benjamin Harrison redan som delstatspolitiker i Indiana. När Harrison 1889 tillträdde som USA:s president, utnämnde han Mellette till Dakotaterritoriets guvernör. När delstaterna North Dakota och South Dakota senare samma år grundades, valdes Mellette till guvernör i South Dakota. Han omvaldes en gång.
Mellette County har fått sitt namn efter Arthur C. Mellette. Hans grav finns på Mount Hope Cemetery i Watertown, South Dakota. Mellette var lutheran och frimurare.